# Zeche Kleine Johann
Die Zeche Kleine Johann in Annen ist ein ehemaliges Steinkohlenbergwerk. Das Bergwerk war auch unter den Namen Zeche Klein Johannes oder Zeche Kleine Jean bekannt. Trotz der mehr als fünfzigjährigen Geschichte wird über das Bergwerk nur wenig berichtet.

## Geschichte

### Die Anfänge
Am 2. Februar des Jahres 1752 wurde die Mutung auf eine Kohlenbank eingelegt. Der Muter begehrte ein Grubenfeld von der Größe einer Fundgrube und acht Maaßen. Das gemutete Grubenfeld befand sich in der sogenannten Maikammerer Marck und erstreckte sich in Richtung Osten. Zusätzlich wurde die Vierung ins Liegende beantragt. Die Mutung wurde unter dem Namen Kleine Johann eingetragen. Im Anschluss daran wurde mit dem Abbau begonnen. Hierfür wurde ein Stollen im Steinbachtal angelegt. Der Stollen befand sich im Bereich der beiden heutigen Straßen Herdecker Straße und Fröbelstraße. Im Jahr 1755 wurde das Bergwerk in Fristen gelegt. Im darauffolgenden Jahr wurde der bereits 165 Fuß lange Stollen weiter aufgefahren. Am 4. März des Jahres 1757 erfolgte die Belehnung mit einem Längenfeld. Belehnt wurden Henrich Jürgen Schraberg und Konsorten.

### Die weiteren Jahre
Etwa um das Jahr 1760 wurde der Stollen bei einer Länge von 40 Lachtern gestundet, das Bergwerk wurde erneut in Fristen gelegt. Etwa ab dem Jahr 1765 war das Bergwerk wieder in Betrieb, der Betrieb war jedoch sehr wechselhaft, auch musste von den Bergwerksbetreibern ständig Zubuße gezahlt werden. Im Jahr 1769 war ein tiefer Stollen vorhanden. Im Jahr 1772 wurde die Zeche Kleine Johann stillgelegt. Im Jahr 1790 wurde das Bergwerk in die Niemeyersche Karte eingetragen. Das Bergwerk hatte zu diesem Zeitpunkt einen Stollen und zwei Schächte. Der Stollen war vom Steinbachtal 150 Meter in östlicher Richtung aufgefahren. Im Jahr 1806 wurde die Berechtsame wieder für bergfrei erklärt. Später erfolgte eine erneute Mutung unter dem Namen Zeche Friedrich Wilhelm, das Grubenfeld wurde allerdings nicht wieder verliehen.